# Hârnmaster
Hârnmaster è un gioco di ruolo fantasy basato nell'ambientazione di Hârn. L'autore principale sia del sistema di gioco, che dell'ambientazione è N. Robin Crossby. L'edizione originale venne pubblicata dalla Columbia Games, ma in seguito alle vicende editoriali esistono correntemente due versioni diverse di Hârnmaster pubblicate dalla Columbia Games e della Keléstia Productions.

## Ambientazione
Propriamente parlando Hârn è un'isola al largo della costa occidentale della regione di Venârivè, (la parte nord occidentale del continente di Lýthia) sul pianeta Kèthîra, ma poiché l'ambientazione è stata tradizionalmente incentrata su Hârn generalmente ci si riferisce al mondo come Hârn o HârnWorld. Hârn è degno di nota per diverse ragioni:
- Non c'è la dicotomia "male contro bene" che domina molte altre ambientazioni.
- Ha un alto livello di dettaglio e consistenza interna. Un gran numero di fortificazioni, città, manieri e luoghi di interesse per un avventuriero sono stati dettagliati fino al nome delle famiglie di contadini che vi risiedono. Nel suo immenso dettaglio rivaleggia altre ambientazioni note per la loro profondità, come Tekumel.
- Il suo alto livello di realismo e il suo concomitante basso livello di magia. Le società di Hârn sono per la maggior parte modellate abbastanza strettamente su quelle dell'Europa medievale (in particolare su quella normanna). Nonostante ciò ha molte caratteristiche tipiche del fantasy, come elfi, nani, orchi e maghi, anche se con una caratterizzazione specifica di Hârn.
- La storia scritta e gli eventi di Hârn sono dettagliati fino a uno specifico punto nel tempo (la mezzanotte del primo giorno dell'anno 720) e non c'è l'intenzione di avanzare l'ambientazione oltre questo punto, gli eventi e la storia che si sviluppano da quel punto in avanti sono controllati unicamente dal master. Perciò tutte le partite di Hârn sono uniche, ma iniziano da un comune punto iniziale.

L'isola di Hârn è divisa in sette regni umani e due regni di altre specie:
- Azadmere: sede dei Khuzan, i nani di Hârn.
- Chybisa: a seconda dei punti di vista una giovane monarchia indipendente o una contea ribelle di Kaldor.
- Evael: situata sulla costa meridionale e sede dei boschi dove vivono i solitari sinái, gli elfi di Hârn.
- Kaldor: regno feudale con un re debole, situata al centro di quattro vie commerciali. È una potenza nell'est e il più dettagliato di tutti i regni.
- Kanday: uno stolido regno cavalleresco situato sulla zona occidentale dell'isola.
- Melderyn: è il regno più antico, che ha la fama di essere stato fondato da maghi. È situato nella zona sud-orientale dell'isola e rivendica un monopolio sul commercio con il continiente di Lythia.
- Orbaal: un insieme di principati pacifici abitato dai jarin (gli analoghi dei celti britannici), fino a quando non venne conquistata dagli ivinian (analoghi dei vichinghi). Gli jarin sono stati brutalmente sottomessi, ma alcuni tramano la ribellione.
- Rethem: generalmente considerato il "regno malvagio" ma questo perché i suoi governanti valutano il potere e il merito più del diritto di nascita e dei privilegi (o forse perché la sua più grande città è stata la base di una crociata del dio della morte Morgath). È un regno nato dalla guerra e assediato da nemici su tutti i lati.
- Tharda: sorto dalle ceneri del precedente Corani Empire (come Kanday e Rethem) ed è l'unico Stato non monarchico dell'isola; la sua struttura sociale è superficialmente simile a quello della Repubblica romana. Comunque la corruzione e il nepotismo sono molto diffusi e la Repubblica è molto ambiziosa nelle sue rivendicazioni territoriali.

L'isola è anche sede di oltre una dozzina di tribù "barbare" mane di molte bande di gârgún, gli orchi di Hârn.
Il pianeta Kèthîra, sul quale è situato Hârn è uno di sette mondi paralleli collegati fra loro e collettivamente chiamati Keléstia. Tra gli altri mondi ci sono la Terra; Yàsháin, un mondo altamente magico che è l'aldilà di Kèthîra; Midgaad, un parallelo della Terra di Mezzo di Tolkien; e il Blessed Realm, un parallelo di Aman. Viene suggerito che gli antenati degli elfi e dei nani di Kèthîra provengano da Midgaad e che nel caso degli elfi questo sia un punto di transito nel loro lungo viaggio verso il Blessed Realm. Periodicamente appaiono dei portali detti Nimeliant al largo delle coste nordorientali di Hârn, che i sinái attraversano a bordo di navi a forma di cigno.
Sono stati pubblicati anche manuali che descrivono le regioni confinanti con l'isola di Hârn, tra cui Shôrkýnè (un grande regno feudale con un debole re), Ivínia (un analogo della Scandinavia, completo di fiordi, vichinghi e una religione simile a quella nordica antica), Chélemby, una nazione di mercanti parzialmente controllato da Ivínia (un analogo del regno scandinavo di Visby), e Lédenheim, un altro regno.
Nel 2010 è stato pubblicato un prodotto che dettaglia la regione subcontinentale di Most, Venârivè, una zona grossomodo equivalente all'Europa, il mar Mediterraneo e il Medio Oriente. Questo fornisce le basi per avventure fuori dall'isola di Hârn e pone l'isola e le sue culture in un contesto più ampio.

## Storia editoriale
Hârn nacque come ambientazione fantasy per altri regolamenti (Hârn Regional Module, 1983). Sebbene fossero già da tempo state pubblicate ambientazioni queste erano generalmente manuali singoli non sviluppati ulteriormente o descritte nell'ambito di moduli di avventura e non sviluppate organicamente. Hârn non fu l'unica ambientazione fittizia a essere descritta in dettaglio (nello stesso periodo iniziò la produzione di moduli che descrivevano l'ambientazione fantascientifica di Traveller da parte della Judges Guild o la Terra di Mezzo tolkieniana da parte della Iron Crown Enterprise), ma negli anni successivi Hârn divenne una delle ambientazioni descritte con il maggiore dettaglio, coerenza e profondità.
Alla prima pubblicazione seguì rapidamente Cities of Hârn (1983), un supplemento di 48 pagine che descrive in dettaglio le sette principali città di Hârn e quindi sedici numeri dell'Encylopedia Hârnica, pubblicati tra il 1983 e il 1984, che descrivono in dettaglio un particolare aspetto dell'ambientazione. Completata la descrizione dei regni di Hârn cominciarono a essere pubblicati volumi a sé stanti, come Son of Cities (1987) o Castles of Hârn (1987)
Dopo il 1987 la cadenza di pubblicazione cominciò a rallentare, in parte per il costo dei volumi, un volume dell'Encylopedia Hârnica di sedici pagine aveva un prezzo di copertina di 5 dollari, che venne mutuato sulla fanzine Harnlore (pubblicata tra il 1987 e il 1992) di dodici pagine, in parte perché Crossby iniziò a dedicarsi allo sviluppo di un regolamento di gioco dedicato a Hârn, sottraendo tempo alla gestione editoriale dell'ambientazione.
Nel 1986 venne pubblicato il manuale base del gioco di ruolo dedicato a Hârn, Hârnmaster Core Rules e la Columbia Games iniziò a concentrare la sua attenzione alla pubblicazione di avventure, come 100 Bushels of Rye (1988) o a manuali incentrati sulle regole come Pilots' Almanac (1988), piuttosto che sul principale punto di forza di Hârn, l'ambientazione. Inoltre nel 1990 riprese a pubblicare wargame, tra cui anche un wargame tridimensionale dedicato a Hârn, Battlelust (1992), che rimase in sviluppo per cinque anni, riducendo ulteriormente il tempo dedicato all'ambientazione. Il calo del materiale dedicato all'ambientazione, piuttosto che al regolamento, spinse gli appassionati alla creazione di materiale non ufficiale, ma comunque integrato al background.
Nel 1994 la Columbia Games si trasferì dal Canada negli Stati Uniti, nello Stato di Washington, ma Crossby non si trasferì con la compagnia e cessò la sua collaborazione con essa.
Tra il 1996 e il 2000 venne una seconda edizione di Hârnmaster, questa semplifica in parte il regolamento originale e non conteneva le regole sulla magia, che vennero pubblicate su Hârnmaster Magic (1997) e Hârnmaster Religion (1998). Il regolamento venne completato da Hârnmaster Manor (1999) e Hârnmaster Barbarians (2000). Alcuni giocatori apprezzarono il cambiamento che rendeva il gioco più rapido a spese del realismo, altri preferirono il vecchio regolamento, tra questi ultimi Crossby stesso che nel 1998 autopubblicò Hârnmaster Gold una sua propria versione delle regole, che aumentava ulteriormente il realismo.
Nel 2000 la Columbia Games sfruttò della licenza d20 System della Wizards of the Coast per ripubblicare del materiale di ambientazione classico, tra cui Trollbridge Inn (2001) e Evael: Kingdom of the Elves (2002) con statistiche sia per il d20 System, sia per Hârnmaster, seguiti nel 2002 da un periodico trimestrale HârnQuest di 48 pagine con materiale di ambientazione, venduto direttamente ai lettori, piuttosto che attraverso la rete di distribuzione.
Nel 2003 la divisione già iniziata con Crossby arrivò alle conseguenze finali, questi scisse il contratto che concedeva alla Columbia Games la pubblicazione del materiale su Hârn e fondò una propria casa editrice, la Keléstia Produtions. La Columbia Games non concordò però sulla maniera in cui il contratto era stato chiuso e proseguì la pubblicazione di materiale su Hârn. Dato che nessuna delle due parti forzò la discussione in tribunale, né fu disposta a intraprendere negoziati formali per risolvere la situazione, questo portò alla presenza di due editori concorrenti che pubblicavano entrambi materiale "ufficiale" su Hârn. Il 23 luglio 2008 Crossby scomparve dopo una lunga malattia, ma la sua eredità viene portata avanti dalla figlia, Arien Crossby, che prosegue la pubblicazione di materiale su Hârn, con la Keléstia Productions, e nel 2009 ottenne un marchio registrato su "Hârn" per il Canada.
Nel 2003 la Columbia Games pubblicò la terza edizione di Hârnmaster, in gran parte compatibile con le precedenti espansioni, e riprese a supportare intensamente l'ambientazione con numerosi manuali. Inoltre visto i buoni risultati della vendita diretta del periodico HârnQuest, e scontenta dei normali canali di distribuzione decise di iniziare a vendere direttamente per corrispondenza tutto il suo catalogo. Nel 2008, pur mantenendo la vendita diretta di Hârnmaster la Columbia ha ripreso a vendere i suoi manuali anche attraverso i normali canali distributivi, poiché la mancanza di visibilità sugli scaffali ne stava riducendo le vendite.

## Sistema di gioco

### Creazione del personaggio
I personaggi di Hârnmaster sono descritti principalmente dai loro attributi e abilità. Gli attributi vengono generalti inizialmente nell'intervallo 3-18 e possono essere modificati dalla razza, bacgkround, genere o condizioni mediche. Rispetto ad altri giochi, Hârnmaster ha in insieme vasto e dettagliato di attributi, oltre a quelli comuni come Forza, Costituzione, Intelligenza, ecc. viene tenuta indipendemente traccia della sua vista, udito senso dell'odorato, attrattività fisica (per un membro della stessa specie), destrezza corporea e manuale, volontà e forza fisica. Oltre a questi attributi base ci sono diversi altri attributi derivati (come resistenza, derivata da forza, costituzione e volontà) che descrivono le qualità base del personaggio.

### Abilità
Gli attributi vengono usati come base per un sistema di abilità che è il nucleo del meccanismo per risoluzione del combattimento e di altre prove di abilità. Il regolamento di Hârnmaster non prevede classi di personaggio, piuttosto è il background del personaggio, generato con un profondo livello di dettaglio, che determina le abilità possedute all'inizio del gioco. Normalmente un personaggio viene creato con diversi insiemi di abilità:
- Abilità automatiche, che possono essere tentate da ogni personaggio anche senza addestramento. Queste includono compiti comuni come saltare, scalare, abilità sociali di base o conoscenze comuni.
- Abilità di famiglia, determinate dal background familiare. Si assume che il personaggio abbia svolto lo stesso lavoro del padre o del suo tutore legale fino all'età di 10-12 anni e che abbia una conoscenza di base in questa occupazione.
- Abilità lavorative, derivate dalla sua occupazione. Queste possono essere distinte da quelle di famiglia (se ha seguito un lavoro diverso da quello del padre) o un miglioramento di quelle di famiglia già ottenute (qualcuno cresciuto da un pescatore inizia sarà un pescatore migliore di uno cresciuto da un intagliatore del legno).
- Abilità di milizia opzionali, che rappresentano un addestramento rudimentale nel combattimento per un personaggio la cui occupazione primaria non sia correlata al combattimento.

Ogni abilità viene migliorata indipendentemente se viene usata in gioco o studiata e addestrata. Non ci sono limiti teorici alle abilità che un personaggio può imparare; un prete o mago è libero di apprendere tecniche di combattimento di qualunque tipo e un cavaliere o soldato è libero di concentrarsi in abilità come muoversi silenziosamente o borseggiare. In pratica l'acquisizione e l'avanzamento delle abilità può essere limitato dalle circostanze del gioco, come la disponibilità di un insegnante o le norme sociali (per esempio i personaggi non nobili non possono possedere certe armi, rendendo loro difficile diventare esperti nel loro uso).

### Prove
Mentre gli attributi possono variare fra 3 e 18, le abilità possono andare da 1 a 95 e i tentativi di usare un'abilità sono risolti con un tiro percentuale. Le prove contro un attributo vengono effettuate contro una difficoltà pari all'attributo moltiplicato per un numero compreso tra 1 e 5 (secondo la difficoltà della prova) e tirando un d100. Si applicano penalità dovute alle circostanze, come fatica, ferite, ingombro o altro. Successi o fallimenti con un margine di 5 punti sono considerati successi o fallimenti critici; altri successi e fallimenti sono considerati marginali. I conflitti tra due personaggi, come il combattimento vengono risolti incrociando il grado di successo o fallimento dei due contendenti su una tabella. Per esempio in combattimento un successo critico per un attaccante combinato con un fallimento critico del difensore indica che è stato inferto un colpo particolarmente duro. Il successo critico del difensore e il fallimento critico dell'attaccante indicherà che non solo che il colpo è stato parato o schivato, ma che l'attaccante potrebbe essere rimasto sbilanciato, disarmato o essere rimasto in svantaggio tattico. Risultati più moderati indicano un successo più limitato per una delle due parti o un temporaneo stallo.

### Combattimento
In combattimento ogni ferita viene tracciata individualmente, piuttosto che sottraendola da una riserva di punti ferita o di punti vita. Le ferite più serie introducono il rischio che un personaggio svenga a causa della perdita di sangue o di una combinazione di ferite minori. Le ferite non curate penalizzano le azioni di un personaggio, incluse quelle di combattimento e ne riducono l'efficienza globale. Ogni ferita guarisce separatamente, secondo la sua gravità e le ferite aperte corrono il rischio di infettarsi, rallentando la guarigione e possibilmente causando la morte. Sono possibili anche ferite permanenti, come per esempio la perdita di un arto o la penalità a degli attributi. Il sistema di combattimento e ferite è piuttosto letale, anche un veterano che combatta contro un avversario esperto o che venga colto di sorpresa da u avversario può essere ucciso con un singolo colpo. Un colpo a mani nude contro il collo o un dardo in un occhio possono essere fatali.

### Magia
Il sistema magico è basato su sei principi elementali: Lyahvi (aria/luce/illusioni), Peleahn (fuoco), Jmorvi (metallo/artigiano), Fyrvia (vita/crescita/decadimento), Odivshe (acqua/freddo) e Savorya (mente/spirito/conoscenza). Questi principi sono disposti su una ruota, con Lyahvi opposta a Fyrvia, Peleahn a Odivshe e Jmorvi a Savorya. I maghi, detti "Shek-Pvar" iniziano la loro carriera sintonizzati su un elemento e vengono detti in quella "convocazione" elementale. Gli incantesimi sono appresi come abilità con bonus sostanziali con gli incantesimi della propria convocazione, ci sono anche incantesimi "neutrali" che non appartengono a nessuna convocazione e incantesimi "comuni" di cui esiste una versione per ogni convocazione. Infine un mago può diventare un mago "mago grigio", perdendo sia le penalità che i bonus della propria convocazione elementale. Il sistema ha anche regole per ricercare e apprendere nuovi incantesimi, così come per creare incantesimi al volo (generalmente con una grande probabilità di fallimento.)
I personaggi tengono traccia del loro livello di pietà rispetto alla propria divinità patrona, se la possiedono (Hârn ha dieci ben dettagliate divinità maggiori e un numero maggiore di minori). I personaggi con un alto livello di pietà e un addestramento da prete possono avanzare una petizione alla propria divinità per miracoli appropriati alla sua natura.
Ci sono anche regole per abilità psioniche (telepatia, telecinesi, precognizione, ecc.), gestite nella stessa maniera delle altre abilità

## Pubblicazioni
Sono stati pubblicati i seguenti manuali:

### Hârnmaster 1
I primi manuali furono prodotti come supplementi generici, il sistema di gioco proprio dell'ambientazione non venne pubblicato fino al 1987.
- N. Robin Crossby (1983). Hârn Regional Module. ISBN 0-920711-00-6. Set in scatola contenente una grossa mappa di Hârn e due manuali: Hârnview (32 pagine) contenente brevi descrizioni dell'ambientazione e come generare i personaggi indifferentemente dal regolamento usato e Hârndex (64 pagine), un indice delle locazioni sulla mappa, i loro governanti, religioni, mostri. Seconda edizione nel 1985.
- N. Robin Crossby (1983). Cities of Hârn. Columbia Games. ISBN 0-920711-14-6. Manuale che descrive sette città di Hârn.
- N. Robin Crossby (1983). Hârn Map. Mappa a colori di Hârn, identica a quella inclusa nell'Hârn Regional Module.
- N. Robin Crossby (1984). Encyclopedia Harnica 1. Columbia Games.
- Brian Clemens, N. Robin Crossby, Ron Gibson (1984). Encyclopedia Harnica. Columbia Games
- N. Robin Crossby, Tom Dalgliesh, Ron Gibson, Garry Steinhilber (1984). Encyclopedia Harnica 3. Columbia Games
- N. Robin Crossby, Ron Gibson, Garry Steinhilber (1984). Encyclopedia Harnica, Issue 4. Columbia Games
- N. Robin Crossby, Ron Gibson, Garry Steinhilber (1984). Encyclopedia Harnica 5. Columbia Games
- N. Robin Crossby, Tom Dalgliesh, Ron Gibson, Lance Gutteridge, Garry Steinhilber (1984). Encyclopedia Harnica 6. Columbia Games.
- N. Robin Crossby, Tom Dalgliesh, Ron Gibson, Lance Gutteridge (1984). Encyclopedia Harnica 7. Columbia Games
- N. Robin Crossby, Tom Dalgiesh, Ron Gibson, Lance Gutteridge (1984). Encyclopedia Harnica 8. Columbia Games
- Brian Clemens, N. Robin Crossby, John Frazer, Edwin King (1984). Encyclopedia Harnica 9. Columbia Games
- Ron Gibson, Edwin King, Gary Steinhilber (1984). Encyclopedia Harnica 10. Columbia Games
- N. Robin Crossby (1993). Curse of Helen. Columbia Games. ISBN 0-920711-30-8. Avventura, terza parte della trilogia di Panaga.
- N. Robin Crossby N. Robin Crossby, John Frazer, Edwin King (1984). Encyclopedia Harnica 11. Columbia Games
- N. Robin Crossby, John Frazer, Edwin King (1984). Encyclopedia Harnica 12. Columbia Games
- Ron Gibson, Edwin King, Dave Kowan (1985). Encyclopedia Harnica 13. Columbia Games
- Brian Clements, John Frazer, Edwin King, Gene Siegel (1985). Encyclopedia Harnica 14. Columbia Games
- N. Robin Crossby (1985). Encyclopedia Harnica 15. Columbia Games
- N. Robin Crossby (1985). Lythia Continent Module. Columbia Games. Descrizione del continente di Lythia (analogo all'Eurasia) e del mondo di Kethira. Principalmente un manuale di mappe con brevi note delle varie regioni e una cronologia dei principali eventi.
- N. Robin Crossby, Tom Dalgliesh, Ron Gibson, Dave Kowan, Garry Steinhilber (1985). Encyclopedia Harnica, Issue 16. Columbia Games
- N. Robin Crossby, Tom Dalgliesh, John Frazer, Edwin King (1985). God of Hârn: The Libram of the Pantheon. Columbia Games. Descrizione delle divinità di Hârn.
- N. Robin Crossby (1985). Ivinia Regional Module. Set in scatola che descrive l'area di Ivinia, analoga della Scandinavia. Contiene una grossa mappa e due manuali, Ivinia Overview (32 pagine) che descrive l'area, come generare personaggi per essa e regole per il movimento all'aperto e l''Ivinia Index (48 pagine), un indice di tutte le locazioni sulla mappa, i loro governanti, vie di commercio.
- Tom Dalgliesh, Edwin King, Richard Porter (1985). Rethem Kingdome Module. Columbia Games. ISBN 0-920711-08-1.
- N. Robin Crosby, Tom Dalgliesh ed Edwin King (1986). Azadmere. Kingdom of Dwarves. Columbia Games. Espansione dedicata al regno dei nani di Azadmere.
- N. Robin Crossby, Tom Dalgliesh, Edwin King (1986). Hârnmaster. Columbia Games. ISBN 0-920771-17-3. Manuale base del sistema di gioco.
- N. Robin Crossby, Tom Dalgliesh, John Fraser, Lance Gutteridge, Edwin King (1986). Kaldor Kindom Module. ISBN 0-920771-13-0
- Tom Dalgliesh, Mikkel Huber, Edwin King, Richar Porter e Sanderson (1986). Kanday Kingdom Module. ISBN 0-920711-12-X.
- Margaret Foy, Edwin King (1987). Tharda Republic Module. Columbia Games. ISBN 0-920711-15-4.
- N. Robin Crossby, John Frazer, Edwin King, Edwyn Kumar, Richard Porter (1986). Evael, Kingdom of the Elves. Columbia Games. Supplemento sui sinái, gli elfi di Hârn.
- N. Robin Crossby e Richard Porter (1987). Chybisa. Columbia Games. ISBN 0-920711-24-3. Espansione sul regno di Chybisa.
- Edwin King, Dave Kowan (1987). Araka-Kalai. Columbia Games. ISBN 0-920711-20-0. Articolo dell'Encyclopedia Harnica sulla divinità Ilvir, più modulo di avventura con sette brevi scenari.
- N. Robin Crossby, Tom Dalgliesh, Mikkel Huber, Edwin King, Richard Porter, Terry Simpson (1987). Melderyn Kingdom Module. Columbia Games. ISBN 0-920711-18-9.
- N. Robin Crossby, Tom Dalgliesh, Mikkel Huber (1987). Menglana Kingdom Module. Columbia Games. ISBN 0-920711-19-7.
- Brian Clemens, John Fraser, Edwin King, Dave Kowan (1987). Orbaal Kingdom Module. Columbia Games. ISBN 0-920711-10-3.
- Tom Dalgliesh (1988). Heroth Castle. Descrizione di un castello e dell'area circostante, distribuito gratuitamente agli acquirenti per posta di Castles of Hârn.
- Garry Hamlin, Randolph L. Strommen. (1988). 100 Bushels of Rye. Columbia Games. ISBN 0-920711-26-X. Avventura ambientata nel regno orientale di Kaldor
- N. Robin Crossby (1989). Kiraz: The Lost City. Columbia Games. ISBN 0-920711-28-6. Descrizione della città abbandonata di Kiraz e seconda parte della trilogia di Panaga.
- N. Robin Crossby, Tom Dalgliesh (1988). Pilots' Almanac. Columbia Games. ISBN 0-920711-22-7
- N. Robin Crossby (1990). Shek-Pvar. Columbia Games. ISBN 0-920711-27-8
- N. Robin Crossby (1988). The Staff of Fanon. Columbia Games. Avventura, i personaggi devono rintracciare un antico bastone magico elfo.
- Edwin King e Richard Porter (1988). Castles of Harn. Columbia Games. ISBN 0-920711-24-3. Otto castelli descritti in dettaglio.
- N. Robin Crossby, Tom Dalgliesh, Edwin King (1990). HârnWorld, A Real Fantasy World. ISBN 0-920711-00-6. Riedizione aggiornata dell'Hârn Regional Module del 1983.
- (1990). The Tome of Gray Mysteries. Columbia Games. Avventura, la prima della trilogia di Panaga alla ricerca di un bastone incantato, per salvare un villaggio dalla maledizione.
- N. Robin Crossby (1991). Tome of the Ancient and Esoteric Mysteries of the Artifice of Jmorvi. Columbia Games. Supplemento, raccolta di incantesimi.
- N. Robin Crossby (1991). Tome of the Ancient and Esoteric Mysteries of the Forces of Fyvria. Columbia Games
- N. Robin Crossby (1989). Tome of the Ancient and Esoteric Mysteries of the Phantasms of Lyahvi. Columbia Games
- N. Robin Crossby (1989). Tome of the Ancient and Esoteric Mysteries of the Powers of Peleahn. Columbia Games
- N. Robin Crossby (1991). Tome of the Ancient and Esoteric Mysteries of the Quiescence of Odivshe. Columbia Games
- N. Robin Crossby (1991). Tome of the Ancient and Esoteric Mysteries of the Wisdom of Savorya. Columbia Games
- Tom Dalgliesh, Edwin King (1992). Castles of Orbaal. Columbia Productions. ISBN 0-920711-36-7.

### Hârnmaster 2
- N. Robin Crossby, Tom Dalgliesh, Edwin King (1996). Hârnmaster Core Rules. Columbia Games
- Kevin Bratager, N. Robin Crossby, Grant Dalgliesh, Tom Dalgliesh (1997). HarnMaster Magic. Columbia Games. ISBN 0-920711-49-9
- Edwin King (1997). Nasty, Brutish and Short. Columbia Games. ISBN 0-920711-38-3. Supplemento sui Gargun, gli orchi di Hârn.
- N. Robin Crossby, Tom Dalgliesh, John Fraser, Ed King, John Sgammato (1998). HarnMaster Religion. Columbia Games
- Frank Bohnsack, Oliver Kapp. Dead of Winter. Columbia Games. ISBN 0-920711-40-5. Avventura investigativa all'interno di un monastero, ispirata a Il nome della rosa di Umberto Eco. Originariamente pubblicata in tedesco.
- N. Robin Crossby, Tom Dalgliesh, Jonathan Davidson, John Sgammato (1999). HârnManor. Columbia Games. ISBN 0-920711-53-7
- N. Robin Crossby, Tom Dalgliesh, Ed King, Jamie Revell (2000). Hârnmaster Barbarians. Columbia Games. ISBN 0-920711-55-3
- (2001). Tapestry Saga: Web of the Widow. Auran / Columbia Games. Box in scatola con un'avventura con statistiche sia per Hârnmaster che per il d20 System.
- Patrick Nilsson (2002). Dunir Keep. Columbia Games. Descrizione di una piccola città costiera e del suo maniero.
- N. Robin Crossby, John Frazer, Edwin King, Edwyn Kumar, Richard Porter (2002). Evael. Columbia Games. Nuova edizione del supplemento sui sinái, gli elfi di Hârn, con statistiche anche per il d20 System.

### Hârnmaster 3
- N. Robin Crossby, Tom Dalgliesh, Edwin King (2003). Hârnmaster. Columbia Games
- N. Robin Crossby, Ed King, John Sgammato (2003). City of Golotha. Columbia Games. Descrizione della principale città del regno di Rethem.
- Peter Leitch, Kerry Mould (2003). Glenoth Keep. Piccola isola tra le isole di Ikom e Melderyn.
- Joel Bisaillon, N. Robin Crossby, Greg Crowfoot, Eric Hotz, Matthias Janssen, Christoph Sandek (2003). Evanekin. Columbia Games. ISBN 0-9733593-6-6
- N. Robin Crossby, Ed King, John Sgammato. Kingdom of Kaldor. Nuova edizione del Kaldor Kingdom Module.
- N. Robin Crossby, Ed King, John Sgammato (2005). City of Tashal. Columbia Games. La principale città del regno di Kaldor.
- Daniel Bell (2006). Gardiren Castle. Columbia Games. Il principale insediamento del Nephshire, sulla frontiera settentrionale di Kaldor.
- John Sgammato (2007). Harnic Christmas. Columbia Games
- Brent Bailey, Daniel Bell, Rebecca Downey, John Sgammato (2008). Herblore. Descrizione di piante con proprietà speciali.
- Daniel Bell (2008). Field of Daisies. Columbia Games
- N. Robin Crossby, Ron Gibson, Lance Gutteridge (2010). Astrology. Columbia Games
- Daniel Bell (2010). Dead Weight. Columbia Games
- AA. VV. (2010). Bedenes. Columbia Games. Una fortezza controllata da un ordine monacale.
- N. Robin Crossby (2010). Heraldry. Columbia Games
- N. Robin Crossby (2010). Households. Columbia Games
- Brent Bailey, Daniel Bell, Jonathan Davidson, John Sgammato (2010). Hunting. Columbia Games
- Margaret Foy, Edwin King (2010). Pamesani. Columbia Games
- Jeremy W. Baker, N. Robin Crossby (2010). Venârivè: Northwestern Lýthia. Kelestia Productions. ISBN 978-0-9735822-9-1.
- N. Robin Crossby, Tom Dalgliesh, Mikkel Huber, Edwin King, Richard Porter, Terry Simpson (2010). Earthmasters. Columbia Games

### Hârnmaster Gold
Anche detta edizione 1.5, a differenza di Hârnmaster 2 e successive edizioni non semplifica, ma approfondisce e aggiunge sulle regole originali di Hârnmaster
- N. Robin Crossby, Tom Dalgliesh, Edwin King (2003). Hârnmaster Gold (1998). Autopubblicata
- Jeremy Baker, N. Robin Crossby (2004). Atlas Kelestia: Folio 1. Kelestia Productions
- AA. VV. (2004 PDF). HarnMaster Gold: The Shek-Pvar. Kelestia Productions
- Jeremy Baker, Joel Bisaillon, N. Robin Crossby, Eric Hotz, Robert B. Schmunk (2005 PDF). Kethira. Kelestia Productions
- Jeremy W. Baker, Joel Bisaillon, N. Robin Crossby, Bill Durfy, Eric Hotz, Matthias Janssen (2004). Koladis. Kelestia Productions
- AA. VV. (2005). Kingdom of Chélemby. Kelestria Productions
- Jeremy W. Baker, Robert B. Schmunk (2008). Kindom of Ledenheim. Kelestia Productions.
- Jeremy W. Baker, N. Robin Crossby, Robert Schmunk, Ken Snellings (2009). Chelemby City of the Sea Kings. Kelestia Productions. ISBN 978-0-9735822-7-7
- N. Robin Crossby (2009). Chelemby City of the Sea Kings. Kelestia Productions. ISBN 978-0-9735822-8-4
- Jeremy Baker, N. Robin Crossby (2009). Chelemby City of the Sea Kings. Kelestia Productions

### Riviste
- Tom Dalgliesh (a cura di). Harnlore dal numero 1 (primavera 1987) al numero 11 (inverno 1992). Columbia Games
- HârnQuest dal 2002 in avanti. Columbia Games